# 12593 Shashlov
12593 Shashlov eller 1999 RQ136 är en asteroid i huvudbältet som upptäcktes den 9 september 1999 av LINEAR i Socorro County, New Mexico. Den är uppkallad efter Anthon Michailovich Shashlov.
Asteroiden har en diameter på ungefär 3 kilometer.